# Machaerium floridum
Machaerium floridum är en ärtväxtart som först beskrevs av George Bentham, och fick sitt nu gällande namn av Adolpho Ducke. Machaerium floridum ingår i släktet Machaerium och familjen ärtväxter. Inga underarter finns listade i Catalogue of Life.